# Vittorio Cini

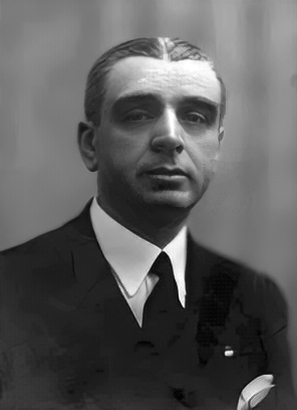
Cini im Jahr 1934

Vittorio Cini (seit 1940 Conte di Monselice; * 20. Februar 1885 in Ferrara; † 18. September 1977 in Venedig) war ein italienischer Großunternehmer.

## Leben

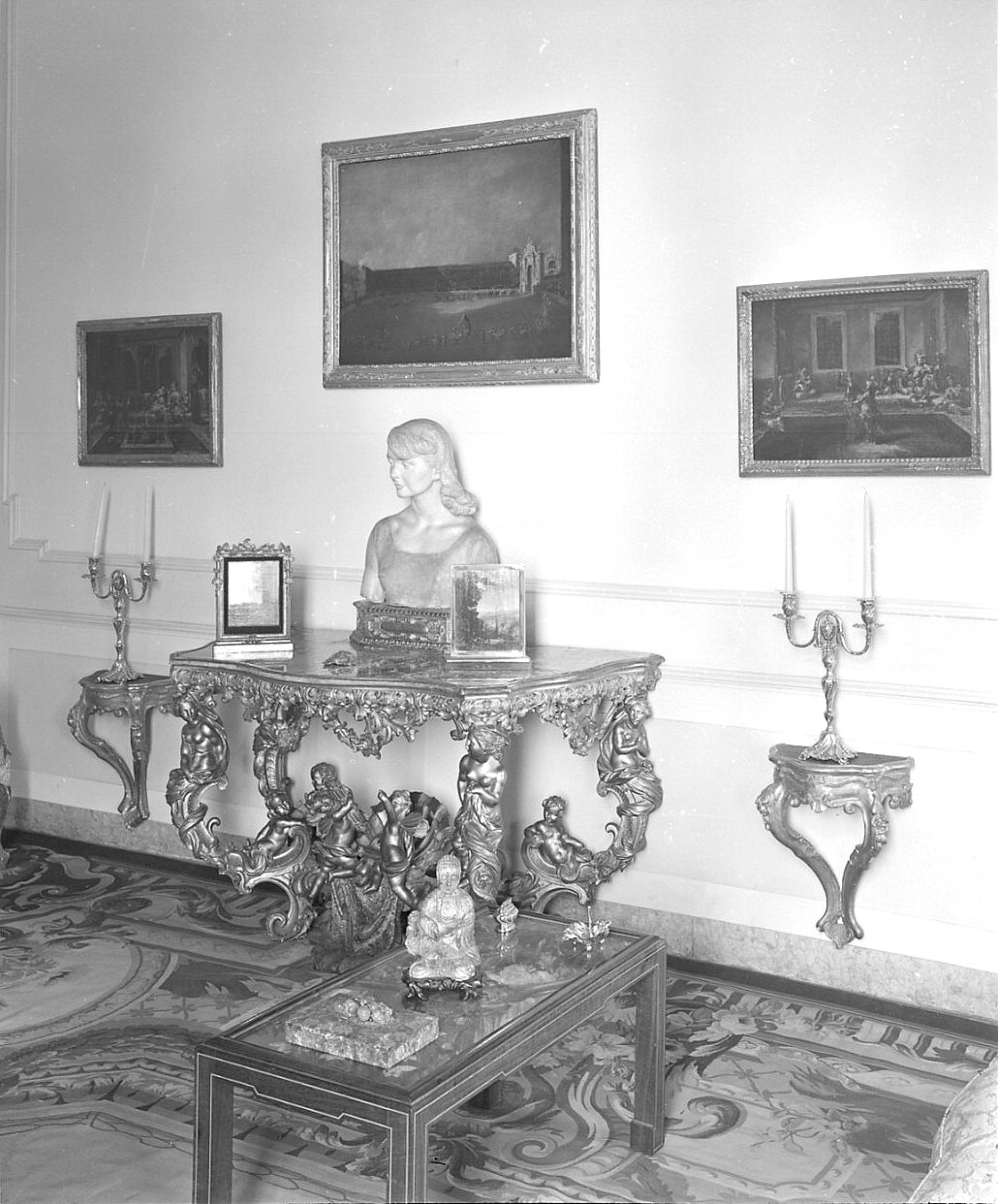
Vittorio Cinis Haus in Venedig auf einem Foto von Paolo Monti, 1969

Cini studierte Nationalökonomie in Italien und in der Schweiz. Er nahm als Offizier am Ersten Weltkrieg teil. In der Folge baute er ein Wirtschaftsimperium auf. Cini trat besonders als Reeder hervor und betrieb  gemeinsam mit Giuseppe Volpi und Giancarlo Stucky den Ausbau von Porto Marghera, dem Hafen von Venedig. Cini gründete die SIDAR, die Credito di Venezia und die adriatische Elektrizitätsgesellschaft. Dabei war Cini einer der führenden Köpfe des Gruppo veneziano.
Cini war im faschistischen Italien Benito Mussolinis eine führende Wirtschaftspersönlichkeit, wurde 1934 zum Senator ernannt und 1940 von König Viktor Emanuel III. zum Grafen nobilitiert. Cini leitete ab 1936 die Vorbereitungen zur Weltausstellung 1942, die in Rom stattfinden sollte (Esposizione Universale di Roma).
Im Laufe des Jahres 1943 geriet Cini, der damals als Verkehrsminister fungierte, angesichts der Kriegslage mit Mussolini in Konflikt und trat im Juni 1943 zurück. Nach dem 8. September 1943 geriet er in deutsche Gefangenschaft und wurde im KZ Dachau festgehalten. Durch Bestechung (sein Sohn Giorgio Cini hatte den Schmuck seiner Mutter, der Schauspielerin Lyda Borelli verkauft) kam Cini frei.
Nach dem Tod des Sohnes bei einem Flugzeugunfall 1949 widmete sich Cini vor allem dem Mäzenatentum. Er gründete die Fondazione Giorgio Cini.
1967 wurde er als auswärtiges Mitglied in die Académie des Beaux-Arts aufgenommen.